# Dragan Perišić
Dragan Perišić, ser. Дpaгaн Пepишић (ur. 27 października 1979 w Belgradzie) – serbski piłkarz, grający na pozycji obrońcy.

## Kariera piłkarska
Wychowanek klubu Hajduk Belgrad. W 2001 został piłkarzem Železnika Belgrad, ale występował na prawach wypożyczenia w serbskich zespołach Balkan Mirijevo, Dorćol Belgrad oraz czarnogórskim Rudar Pljevlja. Po zakończeniu sezonu 2003/2004 przeniósł się do Czech, gdzie podpisał kontrakt z klubem Jablonec 97. Latem 2005 przeszedł do rumuńskiej Pandurii Târgu Jiu. 31 sierpnia 2006 jako wolny agent zasilił skład ukraińskiego Metałurha Zaporoże. W końcu sierpnia 2009 opuścił zaporoski klub. Potem bronił barw azerskiego Simurqa Zaqatala oraz drużyny z Bangladeszu Sheikh Jamal. W październiku 2011 przeszedł do maltańskiego zespołu Birkirkara FC. Od 2012 występuje w barwach FK Zemun Belgrad.

## Sukcesy i odznaczenia

### Sukcesy klubowe
- mistrz Bangladeszu: 2011